# Fernando VI de Espanha
Fernando VI (Madrid, 23 de setembro de 1713 – Villaviciosa de Odón, 10 de agosto de 1759) foi Rei da Espanha de 1746 até sua morte. Era o quarto filho do rei Filipe V e de sua primeira esposa Maria Luísa de Saboia.

## Biografia

### Primeiros anos

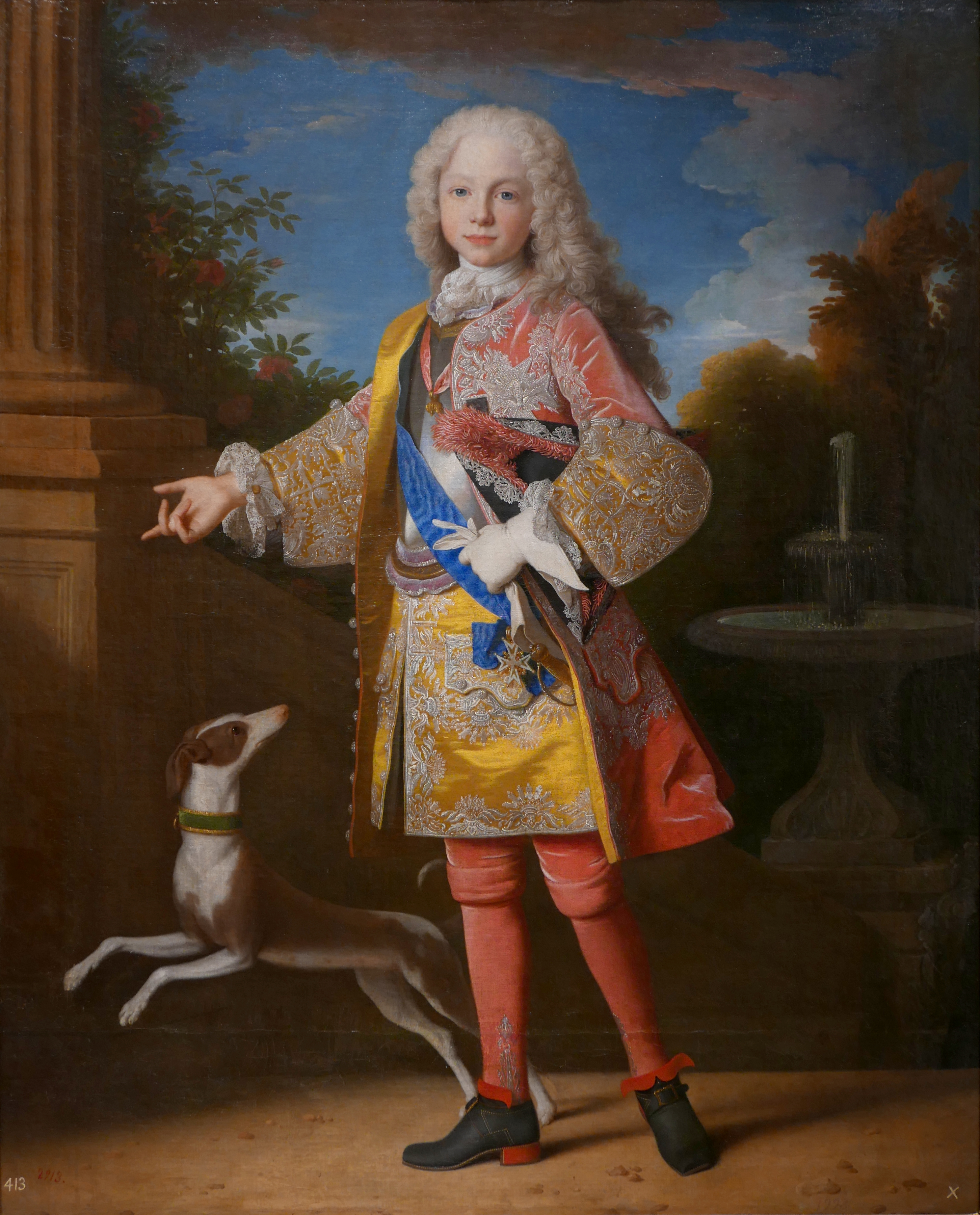
Fernando aos 10 anos de idade, por Jean Ranc.

Nascido no Real Alcázar de Madrid, Fernando suportou uma infância solitária. Sua madrasta, a dominadora Isabel Farnésio, não tinha afeição senão por seus próprios filhos e considerava Fernando um obstáculo aos seus desígnios. A hipocondria e o desequilíbrio psíquico de Filipe V deixaram Isabel senhora das rédeas do poder.
Fernando era por temperamento melancólico, tímido e descrente de suas próprias capacidades. Quando foi elogiado pelas suas proezas como caçador, respondeu: "Seria difícil se não houvesse algo que eu pudesse fazer." Tiro e música eram seus únicos prazeres, e ele era o patrono generoso do famoso cantor Farinelli, cuja voz acalmava sua melancolia.

### Casamento
Fernando casou-se em 1729 com a infanta Dona Bárbara, filha de Dom João V de Portugal e Maria Ana da Áustria, num casamento duplo, onde a irmã de Fernando, Mariana Vitória, casou-se com Dom José I de Portugal, irmão de Bárbara. Tal episódio histórico ficou conhecido como a "Troca das Princesas" e foi essencial para a manutenção da aliança entre Espanha e Portugal.

### Reinado

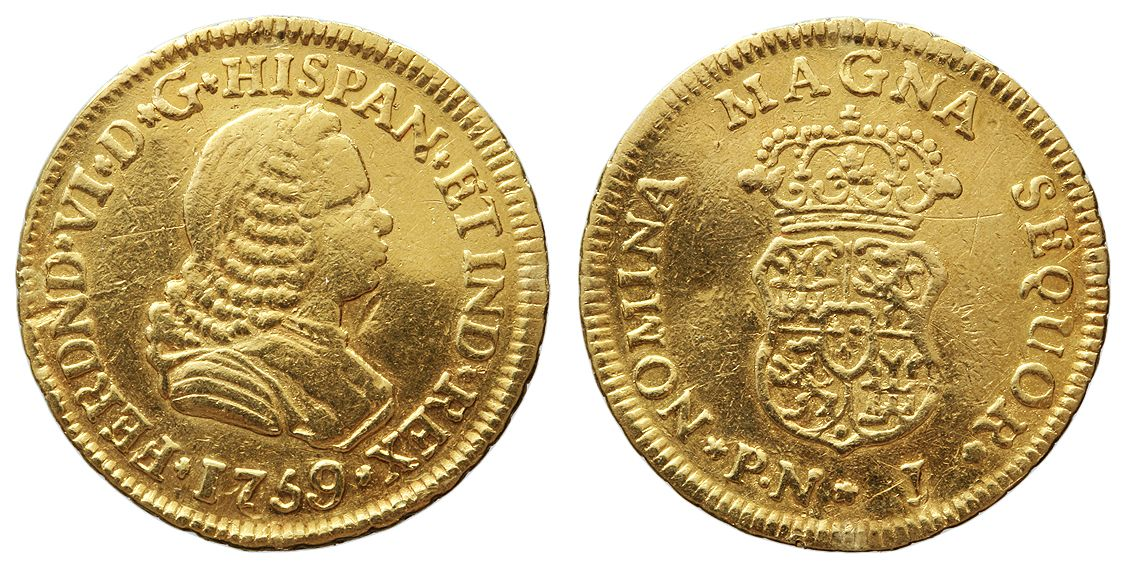
Moeda de Fernando VI

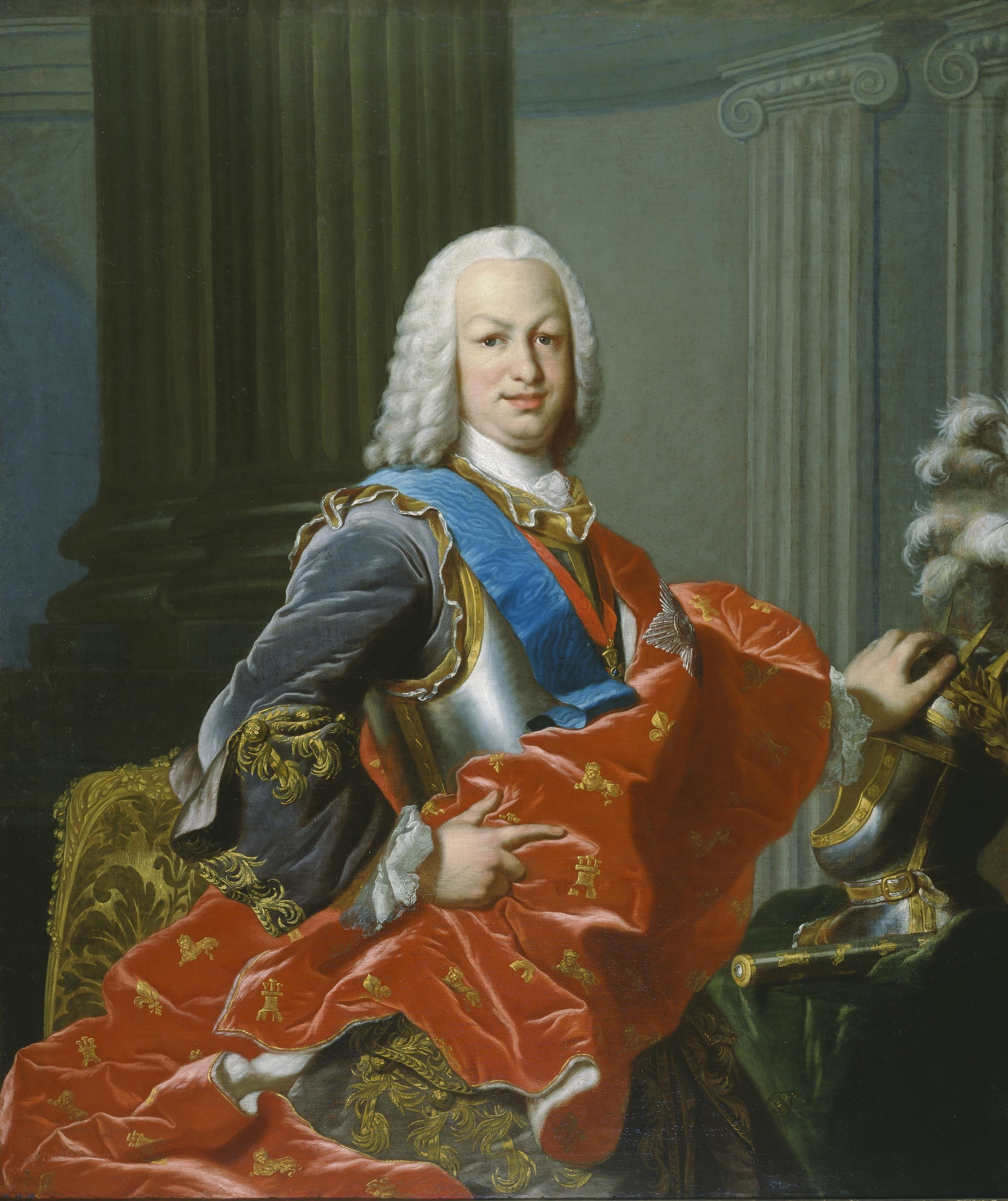
Fernando VI
Por Louis-Michel van Loo
Museu do Prado

Fernando VI sofreu problemas mentais, os quais se agravaram depois da  morte de sua mulher, Bárbara em 1758. Ambos esposos estavam muito unidos afetivamente, compartindo uma paixão pela música. Não tinham filhos sobreviventes (o casal teve somente um filho natimorto em 1733) nem ambições de expansão política, pelo que procurou uma política de estrita neutralidade.
Começou o seu reinado eliminando a influência da rainha viúva Isabel Farnésio e do seu grupo de cortesões italianos. Só manteve no governo o Marquês de La Ensenada, como Secretário da Fazenda, Marinha e Índias. O contrapeso político ao marquês de la Ensenada, francófilo, era o Secretário de Estado José de Carvajal y Lancaster, de tendência anglófila. A competição entre ambos terminou em 1754, ao falecer Carvajal e cair Ensenada, passando Ricardo Wall a ser o novo homem forte da monarquia.
Quando subiu ao trono, Espanha encontrava-se envolvida na Guerra de Sucessão da Áustria, que terminou em pouco tempo pelo Tratado de Aquisgrão, em 1748, sem nenhum benefício para Espanha, sendo esta obrigada a conceder aos ingleses autorização para participarem no comércio de escravos negros com as colónias espanholas das Caraíbas. Desde então, e durante todo o reinado, a obsessão foi manter esta neutralidade a todo o custo, a qual permitiu ao governo concentrar-se sobre a reconstrução económica e financeira do país. Desta forma, melhoraram as receitas da Fazenda Real e, ao mesmo tempo, aliviou-se a pressão fiscal, facilitando a recuperação económica, assim como a reconstrução da Marinha de Guerra.
Em 30 de agosto de 1749, Fernando VI autorizou uma perseguição para prender e exterminar os ciganos do reino, conhecida como a Grande Captura Cigana. Mediante uma lei, em 2 de julho de 1751, proibiu a maçonaria.
O seu reinado caracterizou-se também por um florescimento cultural: criação da Real Academia de Bellas Artes de San Fernando em 1752 e das Reales Sociedades Económicas de Amigos del País. Foi um mecenas das artes, em especial da música. Protegeu e incentivou o trabalho de historiografia de Enrique Flórez de Setién y Huidobro, o famoso padre Flórez, devendo-se-lhe o empenho posto na publicação da España Sagrada, a sua principal obra.
Após a morte de sua amada esposa, ele viveu recluso no Palácio de Villaviciosa até falecer em 1759, exatamente um ano após a morte da esposa.

## Representações na cultura
- No longa-metragem Piratas do Caribe: Navegando em Águas Misteriosas (2011), o rei Fernando VI foi interpretado por Sebastián Armesto.[9]